# Molècula d'adhesió cel·lular
Les molècules d'adhesió cel·lular (MAC) són proteïnes localitzades en la superfície cel·lular, implicades en la unió amb altres cèl·lules amb la matriu extracel·lular en el procés anomenat adhesió cel·lular.

## Estructura
Aquestes proteïnes són típicament proteïnes transmembrana unipàs i estan formades per tres dominis: un domini intracel·lular que interacciona amb el citoesquelet, un domini transmembrenós i un domini extracel·lular que interacciona amb altres proteïnes d'adhesió cel·lular del mateix tipus (unions homofíliques) o amb altres MAC o amb la matriu extracel·lular (unions heterofíliques).
La majoria de les molècules d'adhesió cel·lular pertanyen a quatre famílies de proteïnes que són: La superfamília de les immunoglobulines, les integrines, les caderines i les selectines.

## Tipus
Les molècules d'adhesió cel·lular conegudes són:

### Calci dependents
- Integrines

### Calci independents
- Selectines
- Caderines
- Superfamília de les immunoglobulines